# Glaciar Marsh

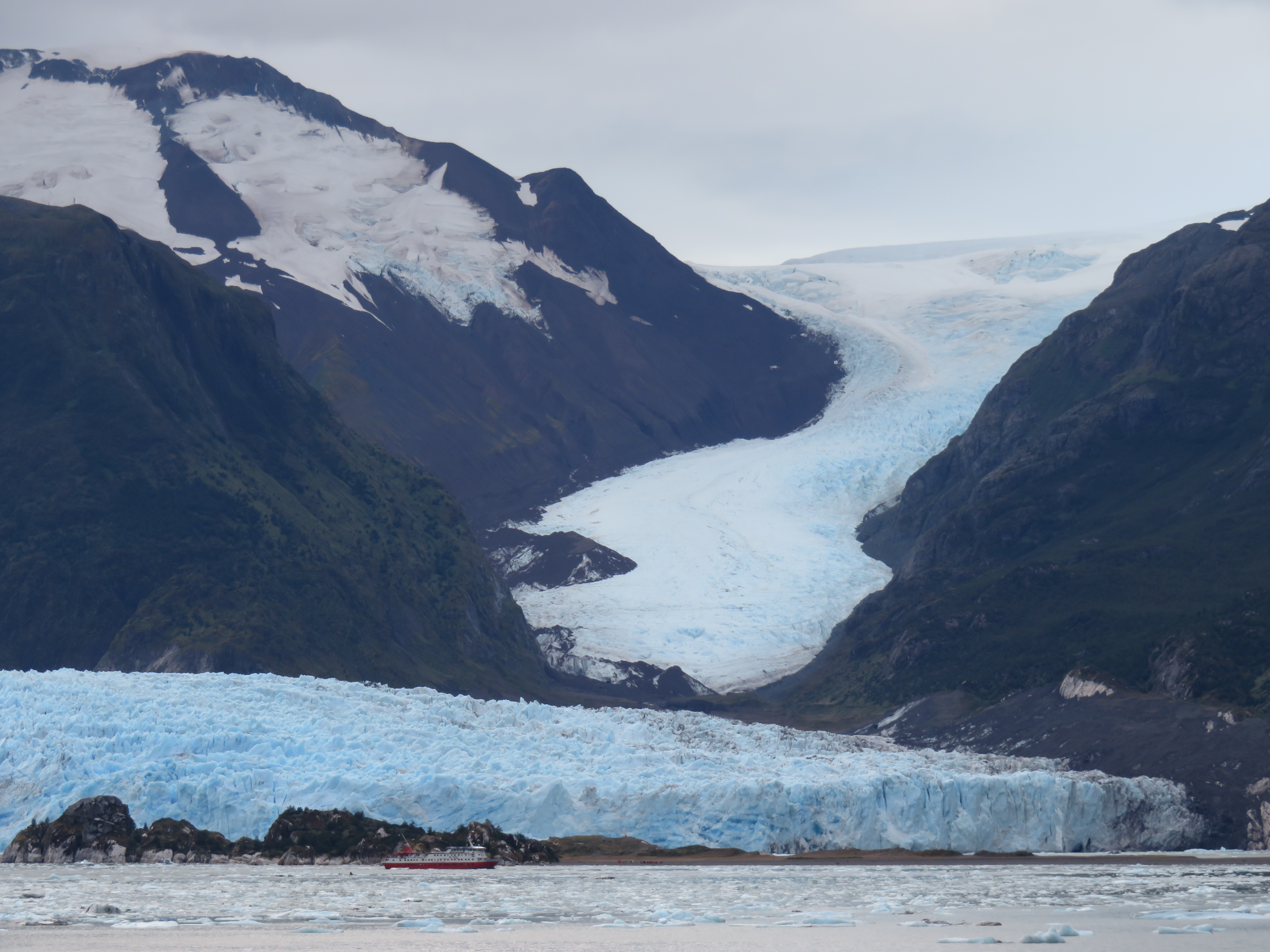
El glaciar Amalia, también conocido como Glaciar Skua, es un tributario del Glaciar Astro, en la Cordillera Miller, Chile.

El glaciar Marsh (82°52′S 158°30′E / -82.867, 158.500) es un glaciar en la Antártida. El mismo mide 110 km de largo, y fluye al norte desde la planicie antártica entre la cordillera Miller y la Cordillera reina Isabel confluyendo con el glaciar Nimrod. Fue descubierto por un grupo de exploradores de Nueva Zelandia que formaban parte de la CTAE (1956–58) y fue nombrado en honor a G.W. Marsh, un miembro de la expedición.